# شوشما
شوشما (انگلیسی: Shoshma) یک رودخانه در استان کیروف کشور روسیه است.